# Висенте, Альваро
Альваро Висенте Доменек (исп. Álvaro Vicente Doménech; 25 января 1928, Валенсия — 14 января 2006) — испанский боксёр. Участник летних Олимпийских игр 1948 года.

## Биография
Альваро Висенте родился 25 января 1928 года в испанском городе Альберике.
В 1948 году вошёл в состав сборной Испании на летних Олимпийских играх в Лондоне. В весовой категории до 54 кг в 1/16 финала решением судей победил Эманула Агхаси из Ирана, в 1/8 финала из-за дисквалификации соперника выиграл у Эделя Охеды из Мексики, в четвертьфинале также из-за дисквалификации соперника победил Селестино Гонсалеса из Чили, в полуфинале решением судей усупил Джанни Дзуддасу из Италии, а в поединке за 3-4-е места — Хуану Венегасу из Пуэрто-Рико.
В 1950—1951 годах выступал в профессиональном боксе. В первом поединке 16 августа 1950 года выиграл нокаутом у Франсиско Мира из Испании. Всего провёл 4 профессиональных боя, одержал 3 победы, потерпел 1 поражение.